# Tricorythodes robacki
Tricorythodes robacki är en dagsländeart som först beskrevs av Allen 1967.  Tricorythodes robacki ingår i släktet Tricorythodes och familjen Leptohyphidae. Inga underarter finns listade i Catalogue of Life.